# Лукаш, Ксения
Ксения Лукаш (настоящая фамилия — Лукашина, также Лукаш Ксенья Вячеславовна, в замужестве — Гендина и Якубовская) (род. 30 декабря 1987, Саранск) — российская фотомодель, продюсер и филантроп.

## Биография
Родилась 30 декабря 1987 года в Саранске. В юности занималась большим теннисом, получила звание кандидата в мастера спорта. После окончания средней школы в 17 лет переехала в Москву, где начала модельную карьеру. Первое высшее образование получила по специальности «Спортивный менеджмент». В 2017 году окончила Российская правовая академия Министерства юстиции РФ. В 2016 г. поступила в магистратуру Российской академии адвокатуры и нотариата, где училась под руководством  к.ю.н. М. Н. Москаленко.
Участвовала в модных показах в Париже, Амстердаме, Люксембурге, Монако, снималась для различных рекламных роликов.
Занималась продюсерской деятельностью, работала с певцом Наилем Гимадеевым (Noel), участником шоу «Голос» и «Живой звук». В 2014 году получила премию «Fashion New Year Awards» в категории «Самый стильный продюсер».
В 2014 году снялась в клипе Noel «Рай» и совместном клипе Алсу и Noel «Любовь». В 2015 году снялась в клипе Николая Баскова «Любовь – не слова».
В 2017 году в Милане появилась на подиуме в рамках показа клиентов модного дома Dolce & Gabbana.
В 2017 году снялась в клипе Димы Билана «Лабиринты».
В 2018 году снималась для книги «Queens: Alta Moda di Dolce & Gabbana». В 2018-2019 годах появлялась на обложках берлинского журнала Purplehaze Magazine.
Патрон благотворительного фонда «Обнажённые сердца».

## Личная жизнь
Первый муж — Геннадий Гендин, бывший вице-губернатор Самарской области. 18 марта 2009 года у Ксении родился сын Платон.
С 2012 по 2016 год была во второй раз замужем за известным адвокатом Дмитрием Якубовским.